# 리엘루페강

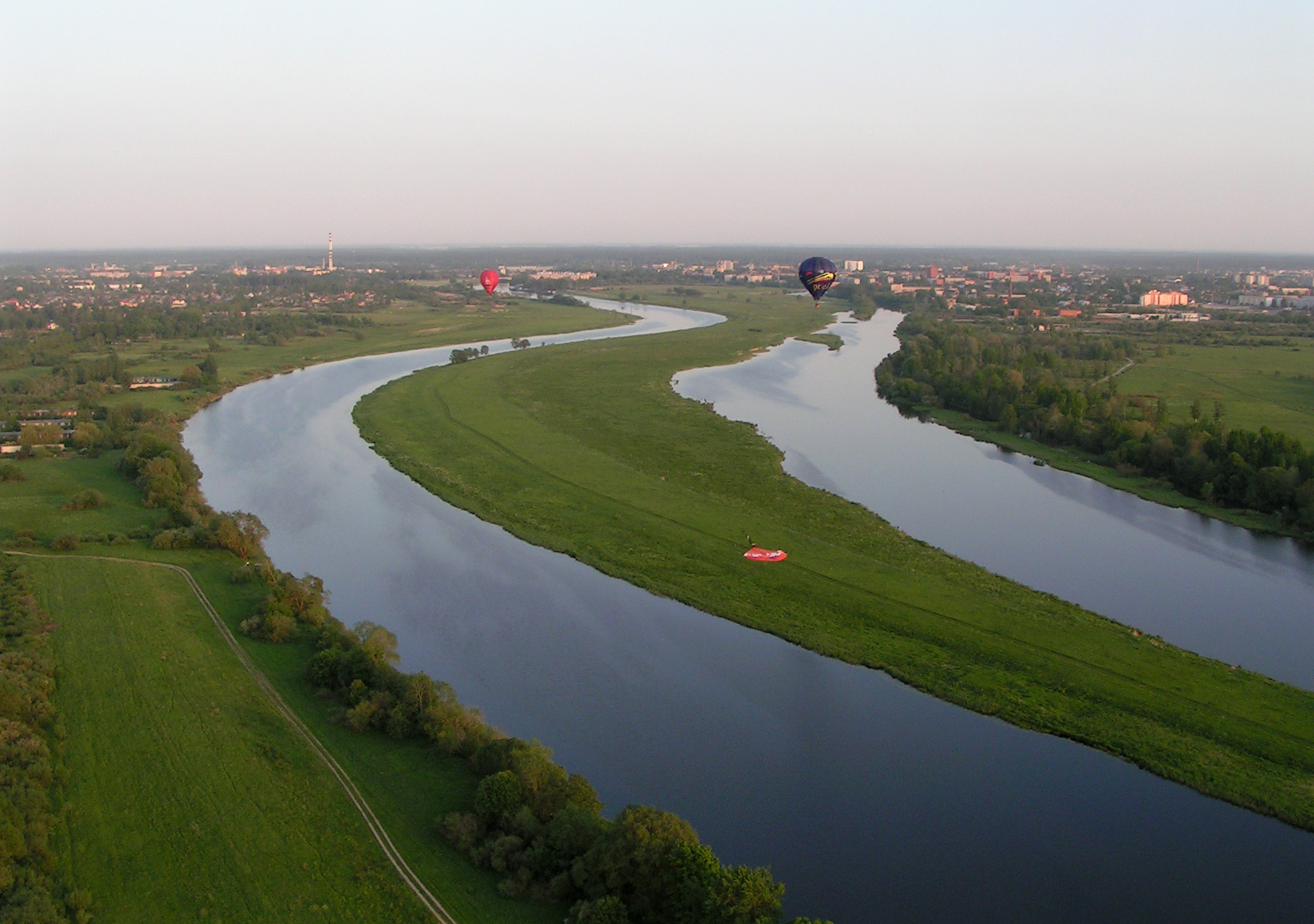
옐가바를 흐르는 리엘루페강의 모습

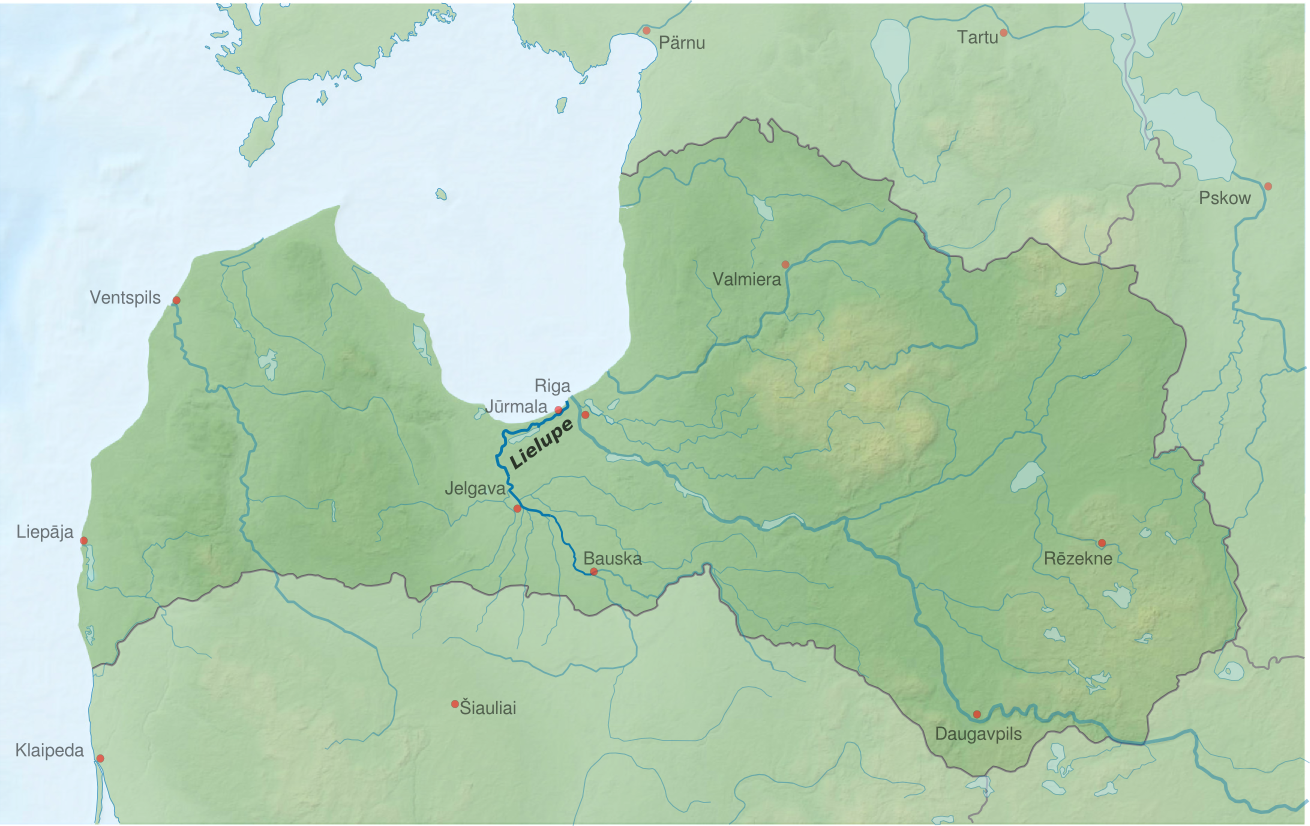
리엘루페강 지도

리엘루페강(라트비아어: Lielupe, 리투아니아어: Lielupė, 독일어: Kurländische Aa)은 라트비아 중부에 위치한 강으로 길이는 119 km, 유역 면적은 17,600 km2, 평균 유속은 106 m3/s이다. 강 이름은 라트비아어로 "큰 강"을 뜻한다.
바우스카 인근에서 네무넬리스강(메멜레강)과 무샤강(무사강)이 합류하면서 발원하며 젬갈레 평원 지대, 리가만 연안 지대를 흐른다. 리엘루페강과 접한 주요 도시로는 옐가바, 유르말라, 리가 등이 있다.